# (294) Felicia
(294) Felicia est un astéroïde de la ceinture principale découvert par Auguste Charlois le 15 juillet 1890 à Nice.